# Alfredo Marcondes
Alfredo Marcondes is een gemeente in de Braziliaanse deelstaat São Paulo. De gemeente telt 4.055 inwoners (schatting 2009).

## Aangrenzende gemeenten
De gemeente grenst aan Álvares Machado, Emilianópolis, Presidente Bernardes, Presidente Prudente en Santo Expedito.